# Ranní nálada
Ranní nálada (anglicky Morning Mood; německy Morgenstimmung; norsky Morgenstemning, doslovně: Ranní nálada) je součástí skladby Edvarda Griega Peer Gynt, op. 23, která vznikla v roce 1875 jako doprovodná hudba ke stejnojmenné hře Henrika Ibsena a byla také zařazena jako první ze čtyř vět do Suity č. 1 Peer Gynt, op. 46.

## Hudba
Melodie je napsána v E dur, používá pentatonickou stupnici a střídá se v ní flétna a hoboj. K vyvrcholení dochází netradičně na začátku skladby v prvním forte, které má reprezentovat proražení slunce. Taktové předznamenání je 6/8 a tempový pokyn Allegretto pastorale. Skladba je orchestrována pro flétny, hoboje, klarinety, fagoty, lesní rohy, trubky, tympány a smyčcovou sekci. Provedení trvá přibližně čtyři minuty.

## Prostředí
Dílo zobrazuje východ slunce během 4. dějství (4. scéna Ibsenovy hry). Peer Gynt uvízl v marocké poušti poté, co mu jeho společníci sebrali jachtu a nechali ho tam spát. Scéna začíná následujícím popisem: „Svítání. Akácie a palmy. Peer [Gynt] sedí na svém stromě a pomocí uražené větve se brání proti skupině opic.“
Vzhledem k tomu, že suity Peer Gynt vytrhávají své skladby z původního kontextu hry, není „Ranní nálada“ ve svém původním prostředí příliš známá a posluchačům se častěji vybavují obrazy Griegova skandinávského původu než obrazy pouště, pro jejíž zobrazení byla napsána.